# Ferdinand d'Autriche-Este
 (août 2019).
Si vous disposez d'ouvrages ou d'articles de référence ou si vous connaissez des sites web de qualité traitant du thème abordé ici, merci de compléter l'article en donnant les références utiles à sa vérifiabilité et en les liant à la section « Notes et références ».
Titre
« Duc de Modène »
14 octobre 1803 – 24 décembre 1806
(3 ans, 2 mois et 10 jours)
Ferdinand Charles Antoine de Habsbourg-Lorraine, né le 1er juin 1754 au palais de Schönbrunn, à Vienne, en Autriche et mort le 24 décembre 1806 au même endroit, est un membre de la maison de Habsbourg-Lorraine, archiduc d'Autriche, prince royal de Hongrie et de Bohême. En application des traités d'alliance matrimoniale stipulés en 1753 entre sa famille et la Maison d'Este, puis révisés dix ans plus tard, il épouse en 1771 la dernière descendante des ducs de Modène et Reggio, fonde avec elle la nouvelle branche dynastique d'Autriche-Este et est désigné héritier du duché, dont il devient plus tard duc « titulaire » (c'est-à-dire « prétendant »), de 1803 jusqu'à sa mort.

## Biographie

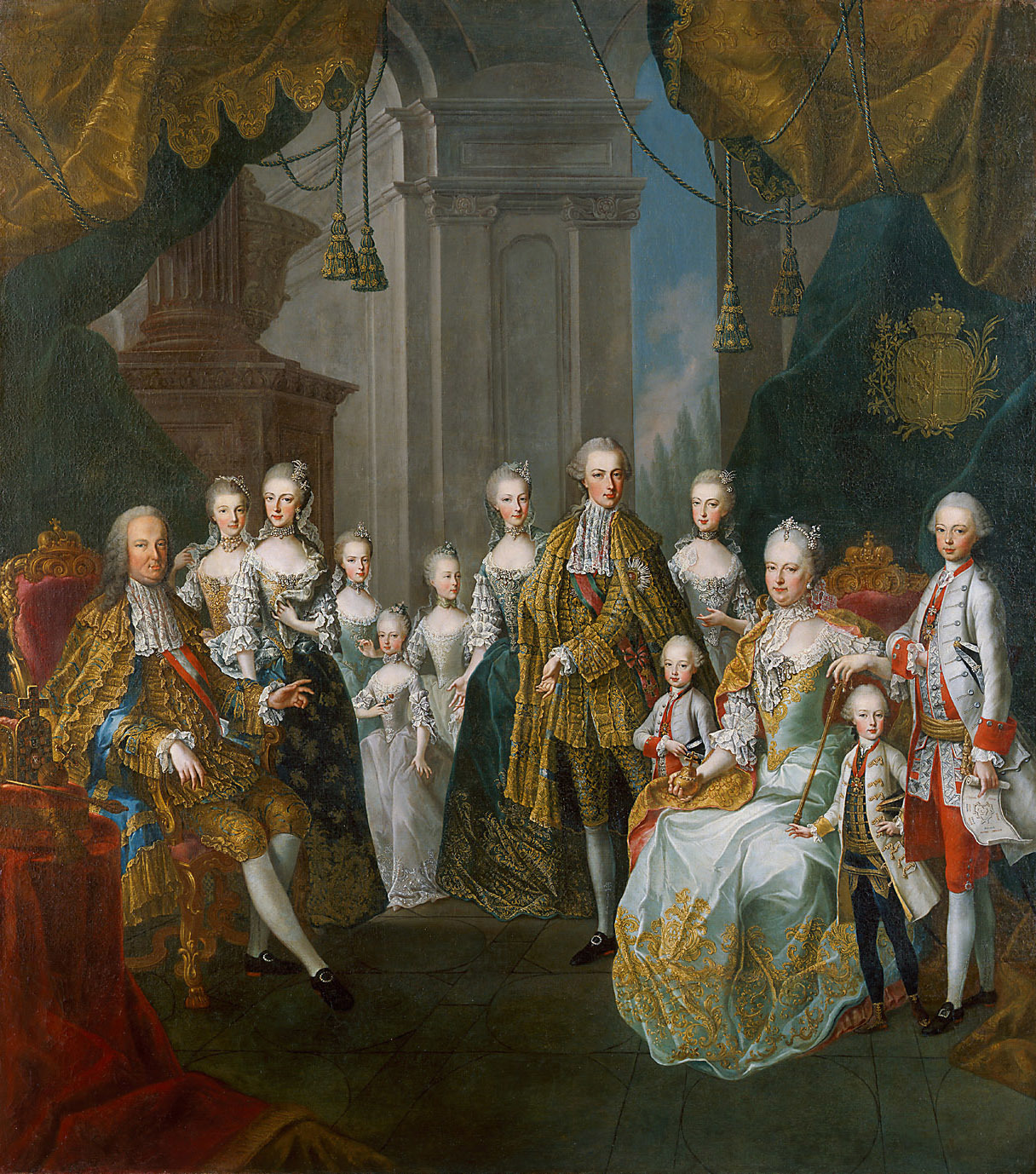
La famille impériale en 1764.

### Jeunes années
L'archiduc Ferdinand Charles Antoine Joseph Jean Stanislas (Ferdinand Karl Anton Josef Johann Stanislaus) est le quatorzième enfant et quatrième fils de François Ier du Saint-Empire et de Marie-Thérèse d'Autriche, ainsi que le frère (entre autres) de la reine de France, Marie-Antoinette, et de la reine de Naples et de Sicile, Marie-Caroline.

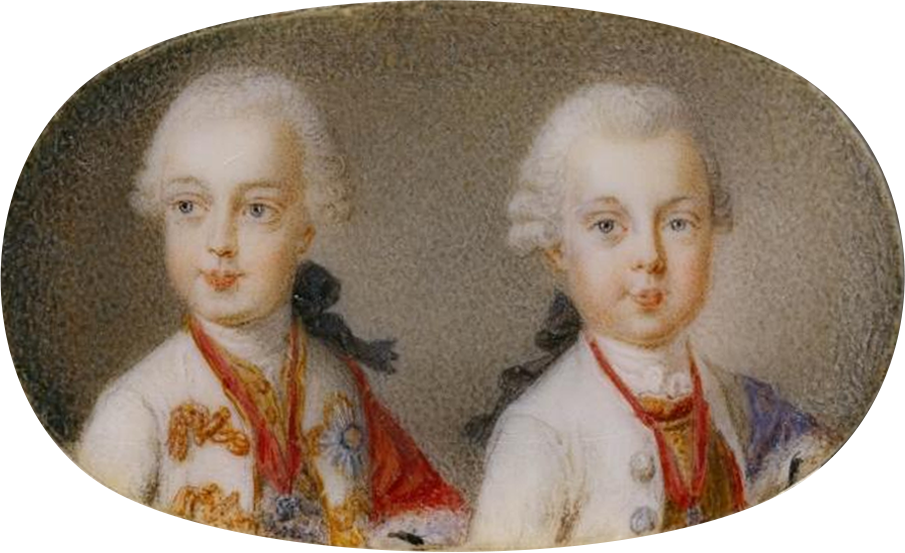
Ferdinand, archiduc d'Autriche-Este avec son jeune frère Maximilien François (à droite)

Enfant turbulent, il craint énormément sa mère et est souvent puni, comme en témoigne une aquarelle peinte par sa sœur Marie-Christine, le montrant recevant des verges pour la Saint-Nicolas 1760.
Encore enfant, lui et son frère Maximilien-François auraient reçu de leur père des machines à battre monnaie, afin qu'ils apprennent à apprécier la valeur de l'argent et l'effort pour l'obtenir. De 1761 à 1765, il est confié comme ses frères aux soins de Karl Anton von Martini, un juriste et philosophe autrichien très apprécié de l'impératrice-reine.
Une des premières apparitions publiques de Ferdinand a lieu à l'occasion du mariage de son frère aîné l'archiduc héritier Joseph en 1760 quand, avec ses deux cadets, l'archiduchesse Marie-Antoinette et l'archiduc Maximilien-François, il danse un ballet.
Les premières années de l'archiduc sont également marquées par la guerre de Sept Ans, pendant laquelle sa mère Marie-Thérèse essaie en vain de récupérer la riche Silésie que lui a extorquée le roi Frédéric II de Prusse. Sa politique de réconciliation avec la France l'amènera à marier ses enfants avec des membres de la Maison de Bourbon. Ces unions, à l'instar de cette politique de réconciliation, n'apporteront aucun avantage concret pour l'Autriche, et seront même pour les archiduchesses de cruels échecs.

### Un pion dans la politique matrimoniale des Habsbourg

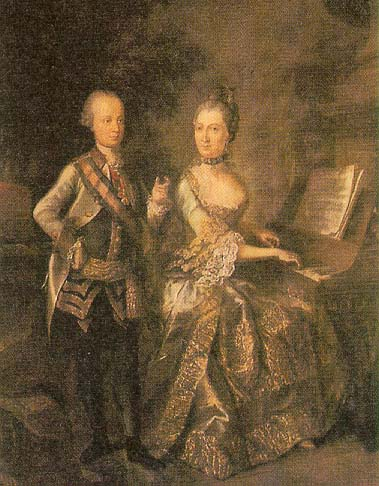
Ferdinand d'Autriche et Marie-Béatrice d'Este.

Ferdinand étant alors le quatrième héritier mâle du couple impérial, il n'entre pas immédiatement dans les plans politico-diplomatiques de ses parents. Alors que Joseph était destiné à succéder à Marie-Thérèse dans les domaines ancestraux des Habsbourg et à son père en tant qu'empereur du Saint-Empire, le deuxième héritier mâle, l'archiduc Charles-Joseph, était destiné à succéder à son père en tant que grand-duc de Toscane, et le troisième, l'archiduc Pierre-Léopold, par un traité de 1753, avait été fiancé à Marie-Béatrice, la dernière héritière de la maison d'Este, et désigné par le duc François III de Modène comme son futur successeur dans l'investiture impériale en tant que duc de Modène et Reggio. Pendant ce temps, le duc François III assumait la fonction intérimaire de gouverneur du Milanais, région qui, dans les plans de la cour autrichienne, revenait à son troisième héritier mâle. Cependant, en 1761, l'archiduc Charles-Joseph mourut, provoquant un glissement vers l'avant dans les programmes de succession prévus par les Habsbourg-Lorraine. Les archiducs sont interchangés : Pierre-Léopold est promu héritier du grand-duché de Toscane et, avec un nouveau traité signé en 1763, Ferdinand le remplaça en tant que fiancé de Marie-Béatrice et futur successeur du duché de Modène. La fiancée avait 4 ans de plus que son futur époux.
Ferdinand épouse ainsi Marie-Béatrice d’Este-Modène à Milan le 15 octobre 1771 et dès lors la tutelle de son beau-grand-père s'achève. Le duc meurt en 1780 et son fils, père de Marie-Béatrice, lui succède à Modène sous le nom d'Hercule III. Celui-ci avait épousé Marie-Thérèse Cibo de Malaspina, duchesse de Massa et princesse de Carrare, ce qui assurerait à terme un accès à la mer pour les domaines de la maison d'Este. L'impératrice disparaît à son tour la même année.
Ferdinand et Marie-Béatrice s'installent au palais royal de Milan où naissent leurs enfants.
Le 25 avril 1789, l'archiduc marie sa fille Marie-Thérèse à Victor-Emmanuel de Savoie, duc d'Aoste. Ce prince n'est pas a priori destiné à régner mais son frère aîné, héritier du trône de Sardaigne, n'a pas d'enfant de son mariage avec Clotilde, sœur du roi Louis XVI de France. À défaut d'être reine, la fille de Ferdinand sera sans doute la mère du futur roi.

### Un archiduc face à la Révolution

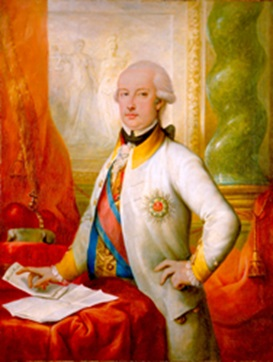
L'archiduc Ferdinand par Francesco Corneliani.

Pendant ce temps, les nouvelles venant de France sont de plus en plus alarmantes et, comme tous les membres de leur famille, Ferdinand et Marie-Béatrice vivront comme un crime blasphématoire le procès et l'exécution de leur sœur et belle-sœur Marie-Antoinette, reine de France.
En 1795, alors que gronde la Révolution française dont les armées se répandent sur l'Europe, Ferdinand marie sa fille Marie-Léopoldine à l'électeur Charles-Théodore de Bavière. C'est un mariage brillant pour une princesse issue d'une branche cadette mais l'union fait scandale : l'époux a 52 ans de plus que la mariée. Proche de sa fin, il veut absolument engendrer un héritier. Marie-Léopoldine se vengera en refusant tout contact physique avec son mari, en le terrorisant et en prenant des amants. Veuve dès 1799, elle épousera morganatiquement en 1804 le comte Luigi d'Arco.
L'année suivante est plus tragique encore pour l'archiduc et sa famille. Le duché de Modène, envahi par les Français en 1796, est inclus dès 1797 dans la république Cisalpine puis dans le nouveau royaume d'Italie. Chassé par les troupes de Bonaparte, le couple archiducal doit fuir vers Venise puis vers Trieste, avant de trouver refuge en Autriche auprès de leur neveu l'empereur François II du Saint-Empire. Ils doivent sérieusement restreindre leur train de vie princier. L'archiduchesse Marie-Béatrice ne pardonnera pas cette humiliation à « l'ogre corse ».

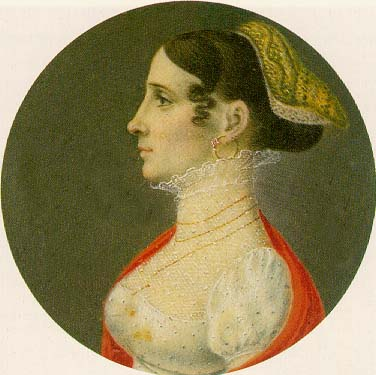
L'archiduchesse Marie-Louise, benjamine de Ferdinand.

Le beau-père de Ferdinand doit également dû fuir ses États. Lors du traité de Lunéville, en 1801, il en est dédommagé par le duché de Brisgau, conquis par les Français, dans lequel il n'aura pas l'occasion de se rendre. En effet, Hercule III meurt en 1803, et Ferdinand lui succède en titre. Lui non plus n'aura pas l'occasion de se rendre dans son duché de Brisgau : conséquence de la bataille d'Austerlitz, le traité de Presbourg de 1805 lui enlève le Brisgau au profit du grand-duc de Bade, allié de Napoléon, dont l'héritier épouse sa fille adoptive Stéphanie de Beauharnais.
L'archiduc Ferdinand meurt un an plus tard le 24 décembre 1806 et il est inhumé dans la crypte des Capucins à Vienne.
Au cours d'une visite de condoléances qu'il rend à sa tante, l'empereur François rencontre sa cousine l'archiduchesse Marie-Louise dont il apprécia le charme et la franchise. Veuf l'année suivante, il demande la main de la jeune fille, ce que l'archiduchesse Marie-Béatrice s'empressa d'accepter. La plus jeune fille de Ferdinand monte donc sur le trône de ses ancêtres, jolie revanche posthume pour un cadet qui n'avait guère fait parler de lui de son vivant.
En 1815, son fils Francois IV sera installé sur le trône de Modène et Reggio en tant qu'héritier de Ferdinand, à son tour tenu pour le successeur légal d'Hercule III. Sa veuve Marie-Béatrice fut quant à elle rétablie comme souveraine du duché de Massa et Carrare, dans lequel elle avait pu succéder à sa mère Maria Teresa Cybo-Malaspina en 1790, car dans l'état toscan, contrairement à Modène, la loi salique n'était pas appliquée, en vertu d'un décret de l'empereur Charles V de 1529.

## Postérité

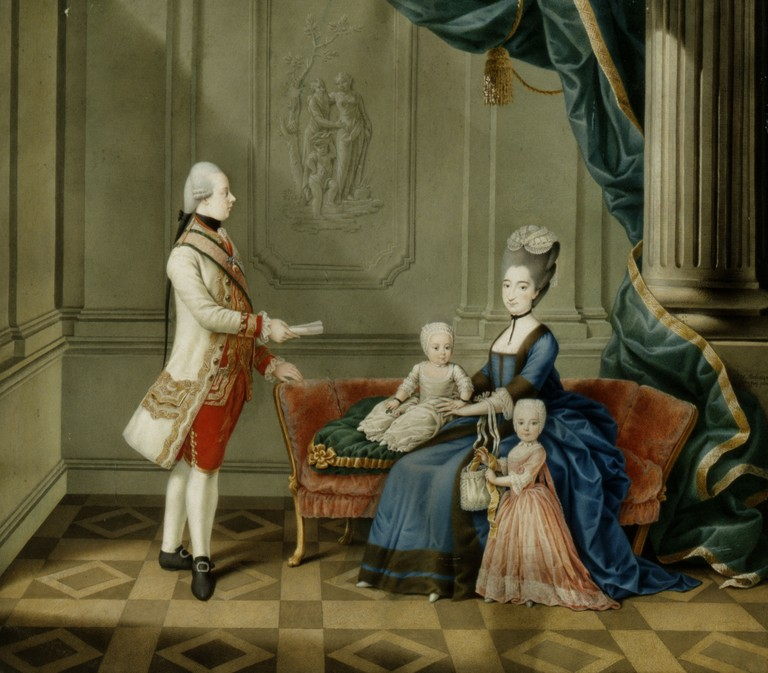
L'archiduc et sa famille vers 1776.

Dix enfants sont nés de l'union entre Ferdinando et Marie-Béatrice, fondateurs de la nouvelle lignée d'Autriche-Este :
- Joseph François (1772-1772) ;
- Marie-Thérèse (1773-1832), épouse en 1789 Victor-Emmanuel de Savoie, duc d'Aoste puis roi de Sardaigne ;
- Joséphine (1775-1777) ;
- Marie-Léopoldine (1776-1848), épouse en 1795 Charles Théodore, électeur de Bavière et de Palatinat (1724-1799), puis en 1804 le comte Louis d'Arco ;
- François IV, duc de Modène (1779-1846), épouse en 1812 sa nièce Marie Béatrice de Sardaigne (1792-1840) ;
- Ferdinand (1781-1850), prince de Modène ;
- Maximilien (1782-1863), prince de Modène et grand-maître de l'ordre Teutonique ;
- Marie-Antoinette (1784-1786) ;
- Charles Ambroise (1785-1809), prince de Modène, archevêque de Gran (en hongrois Esztergom), primat de Hongrie ;
- Marie-Louise (1787-1816), épouse en 1808 son cousin François Ier, empereur d'Autriche (1768-1835).

## Titres, honneurs et armoiries

### Titulature
Les titres portés par l'archiduc Ferdinand varièrent au fil des années. Outre ceux liés à sa naissance au sein de la maison impériale, il hérita de ceux de son beau-père Hercule III d'Este en 1803 avant de les perdre lors du traité de Presbourg deux ans plus tard. Il n'en conserva pas moins des prétentions sur le duché de Modène alors intégré au royaume d'Italie sous domination napoléonienne.
On notera que le prédicat d'Altesse Royale, et non Impériale et Royale, est une spécificité de cette branche cadette fondée par Ferdinand.
- 1754-1803 : Son Altesse Impériale et Royale, Ferdinand de Habsbourg-Lorraine, prince royal de Hongrie et de Bohème, archiduc d'Autriche ;
- 1803-1805 : Son Altesse Royale, Ferdinand de Habsbourg-Lorraine, prince royal de Hongrie et de Bohème, archiduc d'Autriche, duc de Brisgau et duc titulaire de Modène, de Reggio et de la Mirandole ;
- 1805-1806 : Son Altesse Royale, Ferdinand de Habsbourg-Lorraine, prince royal de Hongrie et de Bohème, archiduc d'Autriche, duc titulaire de Modène, de Reggio et de la Mirandole.

### Emplois civils et militaires
Emplois civils :
- 1765-1796 : Gouverneur et capitaine général de la Lombardie autrichienne. Jusqu'à sa majorité en 1771, la charge fut exercée en son nom par le duc François III d'Este.
- 1802-1803 : Administrateur du duché de Brisgau pour le compte de son beau-père.

Grades et emplois militaires :
- dès 1761 : Propriétaire du 2e régiment d'infanterie hongrois[1].
- dès 1772 : Feldmarschall[2].

### Décorations
- 758e Chevalier de l'Ordre de la Toison d'or, branche autrichienne (4 avril 1763)
- Grand-croix de l'ordre de Saint-Étienne de Hongrie
- Chevalier de l'ordre de l'Aigle noir
- Chevalier de l'ordre suprême de la Très Sainte Annonciade
- Chevalier de l'ordre de Saint-Hubert
- Chevalier de l'ordre impérial de Saint-André Apôtre
- Chevalier de l'ordre de Saint-Alexandre Nevski
- Chevalier de 1re classe de l'ordre de Sainte-Anne

### Armoiries
Les armoiries de l'archiduc Ferdinand sont notamment connues par les édits promulgués à Milan sous son gouvernement et par les sceaux qu'il utilisait. Deux versions ont existé : 
- Ecartelé, en 1 parti de Hongrie ancien et moderne, en 2 de Bohème, en 3 de Bourgogne ancien et en 4 de Toscane, enté en pointe d’Este, sur-le-tout, timbré d'un bonnet archiducal, parti d’Autriche et de Lorraine. L'écu est timbré d'une couronne à huit fleurons avec bonnet de gueules, fermée de quatre arceaux enrichis de perles et surmontés d'un orbe crucigère. Il est supporté par deux griffons à la tête contournée et entouré des colliers des ordres de Saint-Etienne et de la Toison d'or.
- Coupé, le chef parti de quatre, en 1 reparti de Hongrie ancien et moderne, en 2 de Bohème, en 3 de Dalmatie, en 4 de Croatie et en 5 coupé de Slavonie et de Bosnie, et la pointe partie de Bourgogne ancien et de Toscane, enté en pointe d’Este, sur-le-tout, timbré d'un bonnet archiducal, parti d’Autriche et de Lorraine). Mêmes ornements.